# Rudolf Mößbauer
Rudolf Ludwig Mössbauer (német helyesírással: Mößbauer; München, 1929. január 31. – Grünwald, 2011. szeptember 14.) német fizikus, aki leginkább a „visszalökődésmentes magrezonancia-fluoreszcencia” 1957-es felfedezéséről ismert, amiért 1961-ben megkapta a fizikai Nobel-díjat. Ezt folyamatot róla nevezték el Mössbauer-effektusnak, amely a Mössbauer-spektroszkópia alapja.

## Karrier
Mössbauer Münchenben született, itt tanult fizikát is a Müncheni Műszaki Egyetemen. Diplomadolgozatát Heinz Maier-Leibnitz által vezetett Alkalmazott Fizikai Laboratóriumban készítette. 1955-ben szerzett diplomát. Ezután a heidelbergi Max Planck Orvosi Kutatóintézetbe ment. A kutatóintézetnek nem volt joga doktori fokozat odaítélésére, mivel nem volt egyetem. Ezért Mössbauer továbbra is Maier-Leibnitz témavezetése maradt, és 1958-ban Münchenben sikeresen letette a doktori vizsgát.
Doktori munkája során felfedezte a gamma-sugarak visszalökődésmentes  fluoreszcenciáját az irídium 191-es izotópjában, amelyet róla neveztek el Mössbauer-effektusnak. Hírneve gyorsan emelkedett 1960-ban, amikor Robert Pound és Glen Rebka ezt a hatást felhasználva bebizonyították a gammasugárzás vöröseltolódását a Föld gravitációs mezejében; ez volt az úgynevezett Pound–Rebka kísérlet, amely az általános relativitáselméletének egyik első kísérleti precíziós tesztje volt. A Mössbauer-effektus hosszú távú jelentősége azonban a Mössbauer-spektroszkópiában való felhasználása volt. Munkájáért Robert Hofstadterrel közösen 1961-ben elnyerte a fizikai Nobel-díjat a Svéd Tudományos Akadémiától.
Richard Feynman javaslatára Mössbauert 1960-ban meghívták az Egyesült Államokba, a Caltech-re, ahol tudományos munkatársból gyorsan tudományos főmunkatárssá léptették el. 1962 elején kinevezték rendes egyetemi tanárnak. 1964-ben alma materje, a Müncheni Műszaki Egyetem (TUM) meggyőzte, hogy térjen vissza az egyetemre, mint egyetemi tanár. Ezt a pozíciót megőrizte nyugdíjazásáig, amikor is professor emeritus lett 1997-ben. Visszatérésének feltételéül átszervezhette a fizika kar működését, amit erősen motiváltak Mössbauer amerikai tapasztalatai. A bevezetett új rendszer radikális ellentétben állt a német egyetemek hagyományos, hierarchikus „kar” rendszerével, és később TUM-ot a német fizika egyik meghatározó képzési, és kutatási központjává tette. 
1972-ben Rudolf Mössbauer Grenoble-ba ment, hogy Heinz Maier-Leibnitz utódja legyen az Laue-Langevin Intézet igazgatójaként. 1986-ban a Magyar Tudományos Akadémia tiszteleti tagjává választották. Ez éppen akkor történt, amikor az újonnan épített nagy fluxusú kutatóreaktor üzembe állt. Öt évet követően, lemondása után Mössbauer visszatért Münchenbe, ahol azt tapasztalta, hogy korábbi intézményi reformjait az átfogó törvényhozás visszafordította. Pályafutása végéig gyakran fejezte ki keserűségét az általa felépített rendszer lerombolása miatt. Eközben kutatási érdeklődése egyre inkább a neutrínófizika felé terelődött.
Mössbauert kiváló egyetemi oktatónak tartották. Számos speciális kollégiumot tartott kortárs tudományos témában, többek közöttt a neutrínófizika, a neutrínóoszcillációk, az elektromágneses és gyenge kölcsönhatások egyesítése és a fotonok és neutronok kölcsönhatása az anyaggal témakörökben.  Azt volt a mondása: „Magyarázd el! A legfontosabb, hogy el tudd magyarázni! Lesznek vizsgáid, ott meg kell magyaráznod. Végül átmész a vizsgákon, megkapod a diplomádat, és azt gondolod, ennyi! – Nem, az egész élet egy vizsga, kérvényeket kell írni, kollégákkal kell beszélni... Szóval tanuld meg elmagyarázni! Ezt úgy gyakorolhatod, hogy elmagyarázod egy másik diáknak, kollégának. Ha nem állnak rendelkezésre, magyarázd el anyádnak – vagy a macskádnak!”

## Magánélet
Mössbauer 1957-ben feleségül vette Elizabeth Pritzet. Egy fiuk, Peter és két lányuk, Regine és Susi született. 1983-ban elváltak, és 1985-ben feleségül vette Christel Braunt. A németországi Grünwaldban halt meg 2011. szeptember 14-én, 82 éves korában.

## Fordítás
- Ez a szócikk részben vagy egészben  a   Rudolf Mössbauer című angol Wikipédia-szócikk ezen változatának fordításán alapul.  Az eredeti cikk szerkesztőit annak laptörténete sorolja fel. Ez a jelzés csupán a megfogalmazás eredetét és a szerzői jogokat jelzi, nem szolgál a cikkben szereplő információk forrásmegjelöléseként.

## Írásai
Eredeti munkái a Mößbauer-effektusról:
- Kernresonanzabsorption von Gammastrahlung in Ir191. In: Die Naturwissenschaften, 45. kötet, 1958, 538–539. oldal
- Kernresonanzabsorption von γ-Strahlung in Ir191. In: Zeitschrift für Naturforschung, 14A kötet, 1959, 211–216. oldal
- Gammastrahlung in Ir191. In: Zeitschrift für Physik. 151. kötet, 1958, 124–143. oldal